# Tomislav Karamarko
Tomislav Karamarko, né le 25 mai 1959 à Zadar, est un homme politique croate, président de l'Union démocratique croate de 2012 à 2016.

## Biographie
En 1989, Tomislav Karamarko rejoint l'Union démocratique croate et devient en juin 1991 chef de cabinet des Premiers ministres Josip Manolić puis Franjo Gregurić. En septembre 1992, il devient chef de cabinet de Stjepan Mesić, président du Parlement. De 1993 à 1996, il est directeur de l'administration de la police de Zagreb.
En octobre 2008, le Premier ministre Ivo Sanader le nomme ministre de l'Intérieur, fonction qu'il conserve jusqu'en décembre 2011. En mai 2012, il est élu président de l'Union démocratique croate (HDZ) et devient chef de l'opposition.
Sous sa conduite, la HDZ renoue avec les thèmes de l'extrême droite. En 2013 et en 2015, elle forme même un cartel électoral avec le parti d’extrême droite HSP-AS.
En janvier 2016, il est nommé premier vice-Premier ministre du gouvernement de Tihomir Orešković. Il démissionne le 15 juin suivant à la suite d'accusations de possible conflit d'intérêts pour un contrat de consultant signé par son épouse. Le lendemain, le Parlement vote une motion de défiance contre le gouvernement à une écrasante majorité.